# زهرا مزدلفه
زهرا مزدلفه (انگلیسی: Zahra Muzdalifah؛ زادهٔ ۴ آوریل ۲۰۰۱) بازیکن فوتبال اهل اندونزی است.
وی همچنین در تیم ملی فوتبال زنان اندونزی بازی کرده‌است.